# Simon Hornblower
Simon Hornblower (geboren 1949) ist ein britischer Altertumswissenschaftler und Althistoriker.

## Leben
Simon Hornblower studierte nach dem Besuch des Eton College am Jesus College der Universität Cambridge, an dem er 1969 einen Kurs des ersten Teils im classical honours tripos belegte. Im Jahr 1971 schloss er das Studium der Literae humaniores am Balliol College der Universität Oxford mit einem Bachelor of Arts mit Auszeichnung ab. Es folgte anschließend der Master of Arts. Von 1971 bis 1977 bekam er ein Stipendium des All Souls College in Oxford. Seine Dissertation, mit der er 1978 zum Ph.D. promoviert wurde, war dem karischen Herrscher Maussolos gewidmet – „eine Studie über einen Hellenismus vor dem eigentlichen Hellenismus“.
Im Anschluss war er bis 1997 Lecturer für Alte Geschichte sowie Fellow und Tutor für Classics am Oriel College in Oxford. Während dieser Zeit forschte er im akademischen Jahr 1994/1995 am Institute for Advanced Study in Princeton (New Jersey). Das University College London berief ihn 1998 als Professor für Classics und Alte Geschichte. Im Jahr 2006 erhielt er den Titel Grote-Professor für Alte Geschichte unter Beibehaltung des Professorentitels für Classics. Das All Souls College, Oxford, wählte ihn zum Senior Research Fellow und er trat die Stelle im Wintersemester (Michaelmas term) 2010 an. Gleichzeitig verlieh ihm das Recognition of Distinction Committee der Universität Oxford den Titel Professor für Klassische Altertumswissenschaften und Alte Geschichte. Seit 2016 ist Hornblower Quondam Fellow am All Souls College.
Seit 1999 ist Simon Hornblower auswärtiges Mitglied der Königlich Dänischen Akademie der Wissenschaften, die British Academy wählte ihn 2004 zu ihrem Mitglied.

## Wirken
Simon Hornblowers Interesse gilt der klassischen griechischen Geschichtsschreibung, insbesondere Herodot und Thukydides, zudem den Abhängigkeiten von literarischer Gestaltung und Geschichte in historischen Darstellungen. Er hat zwischen 1991 und 2008 einen historisch-literarischen Kommentar zu Thukydides in drei Bänden veröffentlicht. Im Jahr 2004 veröffentlichte er eine vergleichende Untersuchung zu Thukydides und Pindar (Thucydides and Pindar. Historical Narrative and the World of Epinikian Poetry). Zusammen mit Catherine Morgan vom King’s College London gab er 2007 den Band Pindar’s Poetry, Patrons, and Festivals: From Archaic Greece to the Roman Empire heraus, eine Aufsatzsammlung zu historischen, literarischen, archäologischen und anthropologischen Aspekten von Pindar und seiner Welt. Für Band 6 der Cambridge Ancient History fungierte er 1994 als Mitherausgeber und -verfasser. Seit 1979 ist er am Lexicon of Greek Personal Names beteiligt und war im Jahr 2000 zusammen mit Elaine Matthews Herausgeber von Greek Personal Names: Their Value as Evidence. Zuletzt hat er eine kritische kommentierte Ausgabe und eine Monographie zum dramatischen Monolog Alexandra eines Lykophron vorgelegt.
Bereits 1996 war er Mitherausgeber der dritten Auflage des Oxford Classical Dictionary und gab in dieser Funktion auch die vierte und jüngste (gedruckte) Auflage im Jahr 2012 heraus (die 5. Auflage erscheint nur online und mit einem neuen Hauptherausgeber).

## Veröffentlichungen (Auswahl)
- Mausolus. Clarendon Press, Oxford 1982, ISBN 0-19-814844-5.
- The Greek World, 479–323 BC. Methuen, London 1983, ISBN 0-416-74990-9.
- mit Mark C. Greenstock: The Athenian Empire. London Association of Classical Teachers, Harrow 1984, ISBN 0-903625-17-2.
- Thucydides. Johns Hopkins University Press, Baltimore 1987, ISBN 0-8018-3529-1.
- A Commentary on Thucydides. Band 1: Books I–III. Clarendon Press, Oxford 1991, ISBN 0-19-814880-1.
- Greek Historiography. Clarendon Press, Oxford 1994, ISBN 0-19-814931-X.
- A Commentary on Thucydides. Band 2: Books IV–V,24. Clarendon Press, Oxford 1996, ISBN 0-19-814881-X.
- mit Antony Spawforth (Hrsg.): The Oxford Classical Dictionary. Oxford University Press, Oxford 1996, ISBN 0-19-866172-X.
- mit Antony Spawforth: Who’s who in the Classical World. Oxford University Press, New York 2000, ISBN 0-19-280107-4.
- mit A[ndrew] R[obert] Burn; Frank W. Walbank: The Folio History of Ancient Greece. Folio Society, London 2002, OCLC 50578593.
- Thucydides and Pindar. Historical Narrative and the World of Epinikian Poetry. Oxford University Press, Oxford 2004, ISBN 0-19-924919-9.
- mit Catherine Morgan (Hrsg.): Pindar’s Poetry, Patrons, and Festivals: from Archaic Greece to the Roman Empire. Oxford University Press, Oxford 2007, ISBN 978-0-19-929672-9.
- A commentary on Thucydides. Band 3: Books V,25–VIII,109. Clarendon Press, Oxford 2008, ISBN 978-0-19-927648-6.
- Thucydidean Themes. Oxford University Press, Oxford 2011, ISBN 978-0-19-956233-6.
- mit Peter M. Fraser: Lykophron, Alexandra. Greek Text, Translation, Commentary, and Introduction. Oxford University Press, Oxford 2017, ISBN 978-0-19-881064-3.
- mit Christopher Pelling: Herodotus, Histories. Book VI. Cambridge University Press, Cambridge 2017, ISBN 978-1-107-02934-7.
- Lykophron’s ‚Alexandra‘, Rome, and the Hellenistic World. Oxford University Press, Oxford 2018, ISBN 978-0-19-872368-4.
- mit Giulia Biffis: The Returning Hero. Nostoi and Traditions of Mediterranean Settlement. Oxford University Press, Oxford 2018, ISBN 978-0-19-881142-8.